# Sphingomonas hankookensis
Sphingomonas hankookensis es una especie de bacteria gramnegativa, con forma debacilo e inmóvil del género Sphingomonas. Se ha aislado de las aguas residuales de una planta de tratamiento de aguas residuales en Daejeon en Corea del Sur.